# Poa cusickii ssp. epilis
Poa cusickii ssp. epilis là một phân loài cỏ trong họ hòa thảo, thuộc chi poa.